# Громадка, Йозеф
Йозеф Громадка (чеш. Josef Hromádka; 25 сентября 1936, Годславице, Чехословакия) — чешский протестантский пастор и политик.

## Биография
В 1980-х годах читал лекции в американских университетах в Нью-Йорке, Принстоне, Чикаго, Эванстоне и Питсбурге.
В период с 1987 по 1990 год являлся синодальным сеньором Евангелической церкви чешских братьев.
С 3 по 10 декабря 1989 года был одним из заместителей председателя правительства Чехословакии, с 10 декабря 1989 по 27 июня 1990 — заместителем председателя правительства национального согласия.
В настоящее время — член Сеньоратного пастырского совета Евангелической церкви чешских братьев.
В 1959—2006 годах возглавлял следующие приходы:
- Острава (1959—1962)
- Штернберк (1962—1979)
- Оломоуц (1979—1987)
- Фридек-Мистек (1991—2006)